# 103
.
103 је била проста година.

## Догађаји
- Цар Трајан и Маније Лаберије Максим постају римски конзули.
- Плиније Млађи постаје члан академије Аугура (103–104).
- Легија Гемина се сели у Беч, где остаје до 5. века.

- Секст Јулије Фронтин је био римски државник, војсковођа и писац, конзул суфект Римског царства 73. године, гувернер римске Британије (74-78.), конзул Римског царства